# Waldemar Gontarski
Waldemar Józef Gontarski (ur. 8 marca 1959 w Bogatyni) – polski prawnik, nauczyciel akademicki, adwokat, dziennikarz, doktor habilitowany nauk prawnych, zatrudniony na stanowisku profesora uczelni  Europejskiej Wyższej Szkoły Prawa i Administracji w Warszawie, rektor tej uczelni.

## Życiorys
W 1986 ukończył studia dziennikarskie na Wydziale Dziennikarstwa i Nauk Politycznych Uniwersytetu Warszawskiego oraz studia na Wydziale Weterynaryjnym Szkoły Głównej Gospodarstwa Wiejskiego. W 2005, na podstawie pracy Dziennikarz jako pracownik. Analiza systemowa sporów sądowych, uzyskał stopień doktora nauk humanistycznych na WDiNP UW. W 2018 uzyskał habilitację z zakresu nauk prawnych na Wydziale Prawa i Administracji Uniwersytetu Warmińsko-Mazurskiego.
W młodości pracował jako lekarz weterynarii w Chynowie. Następnie wykonywał zawód dziennikarza, m.in. kierując działem wiejskim „Sztandaru Młodych”. Od 1990 do 1997 był korespondentem w Moskwie „Rzeczpospolitej”, a następnie „Wprost”. Od 1998 do 2005 był wykładowcą w Instytucie Dziennikarstwa Uniwersytetu Warszawskiego Od 2002 do 2004 pracował jako główny specjalista w Biurze Prawnym Telewizji Polskiej. Pełnił funkcję redaktora naczelnego „Gazety Sądowej”.
Został również wykładowcą Wyższej Szkoły Kultury Społecznej i Medialnej w Toruniu, na której w 2004 założył szkołę podyplomową pozyskiwania funduszy unijnych. Od 2005 do 2011 był adiunktem, a także m.in. prodziekanem na Wydziale Prawa Wyższej Szkoły Finansów i Zarządzania w Warszawie. Od 2007 do 2008 był prodziekanem Wydziału Prawa Wyższej Szkoły Zarządzania i Prawa w Warszawie. Następnie został zatrudniony na stanowisku profesora nadzwyczajnego, a w 2011 został dziekanem Wydziału Prawa (zamiejscowego w Londynie) w Europejskiej Wyższej Szkole Prawa i Administracji w Warszawie. Objął funkcję rektora tej uczelni.
Przez wiele lat był doradcą Samoobrony RP. Wiosną 2007 był kandydatem tej partii na członka Kolegium Instytutu Pamięci Narodowej. W wyborach parlamentarnych w tym samym roku bezskutecznie ubiegał się o mandat poselski z listy Polskiego Stronnictwa Ludowego. Pełnił funkcję pełnomocnika rządu RP w Trybunale Sprawiedliwości Unii Europejskiej, z której zrezygnował w marcu 2020.
Wykonywał zawód adwokata, występując przed sądami polskimi oraz przed TSUE i Europejskim Trybunałem Praw Człowieka. Został autorem licznych opinii sporządzanych na zlecenia policyjne i prokuratorskie. Był wieloletnim ekspertem w Kancelarii Sejmu, specjalizującym się szczególnie w zagadnieniach szeroko pojętych praw człowieka, prawa europejskiego, prawa karnego procesowego, prawa kontraktów, prawa prasowego i prawa autorskiego. Został ekspertem Wolters Kluwer Polska. Był m.in. autorem opinii prawnej, na podstawie której Rada m.st. Warszawy przyjęła uchwałę o oszacowaniu strat materialnych poniesionych przez stolicę w czasie II wojny światowej, opinii ws. polskich praw do reparacji od Niemiec, a także opinii o bezprawności projektu gazociągu Nord Stream. Współpracował m.in. z PKN Orlen i Totalizatorem Sportowym. Publikuje artykuły prawne m.in. na łamach „Rzeczpospolitej”. 
W kwietniu 2024 r. aresztowany przez CBA pod zarzutem powoływania się na wpływy w wymiarze sprawiedliwości i przyjmowania w związku z tym korzyści majątkowych